# デススティンガー
デススティンガー（DEATH STINGER）は、『トミー』（現タカラトミー）が展開する『ゾイド』シリーズに登場する架空の兵器。

## 概要
『ゾイド』シリーズにおいては第2期シリーズ（1999年 - 2006年）において初登場した。水陸両用の海サソリ型ゾイドという特徴を持つが、媒体ごとに設定は異なる。
元は『月刊コロコロコミック』誌1999年12月号で行われた一般公募から採用されたゾイドで、投稿時の設定・呼称はヘリック共和国軍の「ブルーマリンスティンガー」であった。青い装甲に蛍光色の赤いアクセントを配したデフォルトカラーも公募デザインがベースになっている。

## 設定解説
| デススティンガー DEATH STINGER | デススティンガー DEATH STINGER |
| ------------------------------ | --- |
| 番号                           | EZ-036 |
| 所属                           | ガイロス帝国 ネオゼネバス帝国 |
| 分類                           | 海サソリ型 |
| 全長                           | 19.4m（陸） 28.8m（海） |
| 全高                           | 10.7m（陸） 4.6m（海） |
| 重量                           | 320.0t |
| 最高速度                       | 185km/h（陸） 72kt（海） |
| 乗員人数                       | 1名 |
| 主な搭乗者                     | キルシェ・ハルトリーゲル（機獣新世紀・ZOIDS） ハンナ・ハンナ（機獣新世紀・ZOIDS） アンナ・ターレス(ZBCG) ガイツ（フルメタルクラッシュ） |
| 武装                           | レーザーファング×2 ストライクレーザーバイトシザース×2 レーザーカッター×2 AZ35mmバルカン砲×4 Eシールドジェネレーター 収納式AZ105mmリニアキャノン×2 荷電粒子砲 AZ120mmハイパーレーザーガン×2 AZ120mmハイパービームガン×2 AZ930mm2連装ショックガン ストライククロー ロケットブースター×2 |

『ゾイドバトルストーリー』におけるデススティンガー
西方大陸戦争時代にガイロス帝国軍が開発した水陸両用の海サソリ型ゾイド。「凶戦士（きょうせんし）」の異名を持つ。
本機は南エウロペ大陸のガリル遺跡で発見されたゾイドコアを培養、強制成長させて開発された。ジェノザウラーやレブラプターなどに搭載された実験的なオーガノイドシステム(以下OS)を超える「真オーガノイド」を有しており、従来の常識では計り知れない闘争心、生命力、敏捷性を獲得している。
また、兵装面もガイロス帝国の最新鋭のものが採用され、荷電粒子砲や接近戦用レーザー砲など、豊富な火器を搭載。加えて、地中潜行も可能としており、尾を延ばすことで水中モードに移行し海戦にも適応できる。全身はデスザウラー並みの超重装甲で覆われ、計算上の戦闘力はジェノブレイカーをも凌駕する高性能機とされた。
しかしZAC2100年7月の戦いにおいて技術陣も予測しなかった暴走を引き起こしたことから、帝国軍においては一時開発が凍結される。その後、インターフェイスと呼称される小ゾイドの発掘によりコントロール可能となることが解明され、操縦可能としたタイプが生産された。重装甲に僅かな隙がある関節部分が唯一の弱点とされる。
アニメ『ゾイド-ZOIDS-』におけるデススティンガー
デスザウラーを封じるために、古代ゾイド人によって生み出された2体のサソリ型のゾイドのゾイドコアをオーガノイド・アンビエントの力で融合させたゾイド。詳細は#デススティンガーHiSを参照。
漫画『機獣新世紀ZOIDS』におけるデススティンガー
D（ディー）と呼ばれるゾイドの技術を応用して開発されたゾイド。コクピットには「凶戦士システム（パーサーカーシステム）」と呼ばれる戦闘に必要な情報を脳に直接送り込む潜在知覚情報入力（サブリミナル・インターフェイス）が導入されており、脳内にゾイド細胞を組み込んだ強化人間が搭乗することで戦闘力をアップさせる。だが、これは強化人間であっても完全に順応に至っていないものであり、普通の人間が搭乗した際は脳が情報圧力に耐えられず破壊本能が暴走、廃人寸前にまで追い込まれるリスクを持っている。
『ZOIDS concept art』シリーズにおけるデススティンガー
古代地層に眠っていたものがデスザウラー覚醒の干渉を受け目覚めたとするコンセプトアートが存在している。また、ナノマシンマトリックス再構築によるゾイドコア制御システムの試作品の中に、デススティンガーの神経系を用いたものが存在したとされている。
『HMM（ハイエンドマスターモデル）』におけるデススティンガー
古代においてデスザウラーに対抗するために開発されたゾイドの遺伝子を元に、デスザウラーとジェノザウラーの成長抗体を用いて培養と調整を施した機体。「ピースの欠けた完全体」について、パイロットの操縦を含めた人為的な制御を受けないゾイドとして作られたものであると解釈している。なお、デススティンガーに搭載されたものは、本来の性能を抑制するために搭載した調整型としている。

### 武装・装備
レーザーファング
頭部の牙
ストライクレーザーバイトシザース
両前脚の鋏。大型ゾイドであっても軽々とねじ切ることが可能。
レーザーカッター
両前脚の装甲内に格納されており、使用時に展開する。
AZ35mmバルカン砲
頭部に内蔵される。
Eシールドジェネレーター
頭部に装備する。ジェノブレイカー級の集束荷電粒子砲を受け付けない防御力のエネルギーシールドを展開可能。
収納式AZ105mmリニアキャノン
両前脚の装甲内に格納される。重装甲を貫通する威力を誇る。
荷電粒子砲
尾部先端に装備。ジェノブレイカーに搭載されたタイプを上回る出力を誇る。
また尾部自体を打突し敵機を突き破る近接戦装備としても機能する。
AZ120mmハイパーレーザーガン
尾部先端外側に装備された接近戦用のレーザー砲。
デススティンガーは尾部に火器を装備したことにより、背後からの攻撃も可能としている。
AZ120mmハイパービームガン
尾部先端内側に装備される。
AZ930mm2連装ショックガン
背部に装備される。短射程ながら中近距離で威力を発揮する。
ストライククロー
8本の歩脚。敵を抱き込み粉砕する。
ロケットブースター
本体後部に装備された推進器。これによりデススティンガーは高速水中移動が可能となる。またレーザーシザースによる格闘戦用装備として機能する。

## キット
単三形乾電池二本を動力源としたモーターを二個使用。背部の2連装ショックガンが電池ボックスとなっている。これを本体と接続しスイッチを入れると起動する。デスピオンと形態・寸法とも近いが、その二体分に相当するモーターとギアを胴体に内蔵しているため、電池やコクピットのスペースが無くなっている。腹部に車輪を持つため誤解されることが多いが、これは動力軸と繋がっておらず、平面上では八脚により完全に自立して歩行する。それと同時に連動して鋏肢を前後させながら鋏と牙を開閉するが、その動きの幅と速度が周期的に変化するのが特徴。頭部には電飾を備える。
手動ギミックとして、尾の先端部を展開すると荷電粒子砲発射態勢となる。また、陸サソリ形態から尾の外装カバーを展開して後方へ伸展し、遊泳脚を側面へ倒すと海サソリ形態となる簡易変形が可能。他に頭蓋および鋏肢のレールガン、ブレードを開閉できる。
ショックガンを外すと露出するコネクターにカスタマイズパーツCP-16ゾイドコントローラーを接続してキットを操作出来る。右側と左側の脚を別個に操作することで前進・後進・旋回が可能。
設定画稿段階では尾部の主砲バレルが伸縮し上下のブレード部がレーザークローとなるギミックや、脚部がチャフやミサイルを収納するウェポンベイとなるアイデアも存在したが、これらは製品では省略された。また、設定ではショックガンとなった部位は画稿段階ではメガビームランチャーと記述されているものも存在する。
EZ-036 デススティンガー
2000年10月発売。
デススティンガーZS
2004年4月発売。キットは成型色とシールの変更（シールの国章がゼネバス帝国）以外、通常のデススティンガーのキットと同一の形状である。

### HMMシリーズ
2015年2月、『ワンダーフェスティバル2015winter』にてHMMシリーズ最新作として発表。2013年12月発売のゴジュラス以来の完全新規金型製品となる。イメージ画では、ゾイド中で異彩を放っていた青と赤の警戒色的なカラーリングが、同時代の他帝国ゾイドに近い濃紫ベースの落ち着いた印象に改められている
2015年7月末、『ワンダーフェスティバル2015summer』において原型モデルが会場公開。追ってWEB上でもFLASHにより360°全周から鑑賞できる原型映像が公開された。アレンジは歩脚が大型化している点と、頭蓋の下にある頭部が複眼の位置をバイザーの開口側に合わせたためか、上面から正面に寄っている、単眼の数が異なる、鼻先が丸くなったなど、大幅に形状が変更されている。
2015年8月25日、各通販サイトで予約開始と同時に、コトブキヤショップ限定版としてトミー版オリジナルに近い成型色と、アニメ劇中サイズ比に準拠したブレードライガーのミニフィギュアおよび1/72スケールのヒルツとアンビエントのフィギュアが付属する「デススティンガー　ヒルツ仕様」が発表・予約開始。2015年12月25日、両バージョンとも発売。
2021年7月12日、「EZ-036 デススティンガーZS」の販売が開始。
キットは、これまで問題とされていたパーツの強度やはめ合いについても改善されている。新規ギミックとして頭蓋下に設けられたコクピットハッチおよび腹部に追加された高機動ブースターのハッチ開閉、荷電粒子砲の発射形態時の砲身伸長。なお、通常版・ヒルツ仕様の両バージョンともデカールは付属しない。

## 作中での活躍

### バトルストーリー
『ゾイド公式ファンブック』（小学館）
『ゾイド公式ファンブック2』で初登場。ZAC2100年7月、第二次全面会戦の失敗に伴い、ヘリック共和国軍から追撃を受けていたガイロス帝国軍の救援として、ライトニングサイクスや改造ジェノザウラーとともに特殊部隊一個中隊として西方大陸（北エウロペ大陸）レッドラスト（赤の砂漠）東部に派遣される。同部隊は撤退までの時間を稼ぐべく、多くのゾイドが侵入できない山間部で迎撃作戦を展開。だが、戦闘中にシールドライガーDCSの砲撃を受けた際にデススティンガーは自己防衛本能により暴走を開始。両軍への無差別攻撃を行い、帝国側の隊長機であるライトニングサイクスを除いて、派遣された特殊部隊は壊滅。敗走するガイロス帝国軍の撤退には成功したものの、デススティンガーは地中へと姿を消した。
同年10月、ヘリック共和国軍アーサー・ボーグマン少佐のブレードライガーABとリッツ・ルンシュテッド中尉のジェノブレイカーの交戦中に迷い込んだ古代遺跡にて姿を現し襲撃。遺跡に巣を構えたデススティンガーは、ウルトラザウルスの迎撃に向かった帝国ゾイドと共和国の護衛ゾイドを撃破し、戦闘ゾイドが失うはずの繁殖能力まで発揮し、他のゾイドを襲撃してコアを奪い、幼体に養分として与えて自己増殖。自身の産んだ幼体たちにゾイドコアを与え繁殖していた。
デススティンガーを、惑星Zi全体の脅威と判断したアーサーとリッツは共闘。二機の連携攻撃でEシールドを破り頭蓋を破壊することに成功したものの、襲ったゾイドの装備を取り込んで自己進化していたデススティンガーはその全能力を解放。鋏脚と遊泳脚、尾が大きく延長され、背部装甲に展開式レーザー砲門を多数備えた姿に変貌し、ジェノブレイカーを叩き伏せてリッツを失神させ、尾でブレードライガーの胴を貫き致命傷を与える。最期を覚悟したアーサーはジェノブレイカーに攻撃のチャンスを与えるために自ら盾となり、ブレードライガーと運命を共にしたが、その直前に立ち直っていたジェノブレイカーは、ブレードライガーから千切れたレーザーブレードでデススティンガーの頭部を貫き、辛うじて撃破に成功。残った幼体の巣も破壊された。
『ゾイド公式ファンブック3』では、共和国軍デストロイヤー兵団の攻撃で陥落したニクシー基地から、バーサークフューラーで脱出したヴォルフ・ムーロア大佐により持ちだされたインターフェイスによって、デススティンガーは人間のコントロール下に置かれている。

### 漫画
『機獣新世紀・ZOIDS』に登場。こちらでは帝国軍のドクトルFが開発した新型ゾイドであり、ゾイド細胞を脳内に移植した強化人間であるハンナ・ハンナ少尉の実質的な専用機となっている。
ミュールの町近辺の戦闘でシュバルツとの会談を終えたブレードライガーを強襲し中破させる。その後は帝国正規軍キルシェ・ハルトリーゲル中尉が本機の違法性を調べるため操縦席に座ったことにより、拒絶反応を起こして暴走する。駐留部隊を壊滅させ、ミュールを襲撃しロブ・ハーマン大尉の部隊と交戦。部隊を壊滅状態に追い込むが、バンの駆るライガーゼロ「シーザー」により一時沈静化する。しかし、ハンナの放ったシャドーキーの矢により凶暴化。損傷で露わになった操縦席のキルシェが人質状態となり手出しが出来ないかと思われたが、バンとジークの活躍により破壊され、キルシェ中尉も救出された。

### ゲーム
『ヘリック共和国VSガイロス帝国』の帝国側シナリオで途中で入手でき、プレイヤーが入手した際にはコントロールできるが、増殖を繰り返してバトルストーリー以上の脅威となっていき、仮の最終ボスとなって最終マップに登場する。
『ゾイドインフィニティ』ではデスザウラー、ウルトラザウルスと並ぶ巨大キャラとして登場。プレイヤーは操作できない。
『ゾイドフルメタルクラッシュ』ストーリーモードにおける特定ルートで登場する。帝国軍のガイツ少将がバウアー村の遺跡から発掘され、ラストでガイツ自らが操り、主人公と交戦する。攻防に優れ、大型ながら高めの機動力を有する本作屈指の強力なユニット性能を持つ。
「ZOIDS SAGA シリーズ」のシリーズを通じて登場。ゲームのシステム通り、Ziデータとコアがあれば味方パーティーに組み入れることができる。図鑑でのデータは設定そのままで、アニメの設定とはあまり関連していないが（ヒルツの乗機として登場する場合はある）、暴走などバトルストーリーの設定もほとんど登場しない。また、デススティンガーOSやヤクトスティンガーなど、このシリーズ独自のバリエーション機が存在する。 
「ZOIDS VS.シリーズ」でもボスクラスの機体として登場。アニメ設定に準拠した巨大なサイズ。CPU専用ユニット。
『ゾイドカードコロシアム』では2007年の公式大会の優勝者に全身金色の「デススティンガーG」のカードが贈呈された。
『ゾイドワイルドインフィニティブラスト』ではプレイアブル機体として参戦。惑星Zi産ゾイドを地球の環境に適合する形態で復元した結果、ゾイドワイルドシリーズの機体とほぼ同スケールの状態で登場する。

## バリエーション

### KFD（キラー フロム ザ ダーク）
| キラー フロム ザ ダーク | キラー フロム ザ ダーク  |
| ----------------------- | ------------------------ |
| 番号                    | EZ-036KFD                |
| 所属                    | ガイロス帝国(鉄竜騎兵団) |
| 分類                    | 海サソリ型               |
| 全長                    | 20m(陸) 29m(海)          |
| 全高                    | 10.8m(陸) 5.9m(海)       |
| 重量                    | 332t                     |
| 最高速度                | 不明                     |
| 主な搭乗者              | アンナ・ターレス         |

オーガノイドシステムの制御用小型ゾイドであるインターフェイスを搭載し、人間による操縦を可能とした量産型デススティンガー。戦闘力はオリジナルの70%とされる。背部には様々な火器を増設している。また、緑、茶、黒のウッドランド風迷彩塗装が施されている。
元はコロコロコミック誌の改造コンテストでブリッツァーウルフと共に入賞した作品。呼称は「ゾイドバトルストーリー」作中とその紹介記事によるものだが、『月刊コロコロコミック』誌掲載時の記事では「キラー・フロム・ザ・ダーク」と中黒がつく表記も存在した。
作中の活躍
『ゾイド公式ファンブック3』において登場。ZAC2101年3月、アンナ・ターレス少尉らの駆る機体10機がヘリック共和国軍に占領されたニクシー基地を強襲する。しかしながら、オリジナルに及ばない性能に加え、弱点である重装甲に覆われていない関節部分を突かれ、ライガーゼロを含めた閃光師団によって全機が敗れている。

### サックスティンガー
| サックスティンガー SACK STINGER | サックスティンガー SACK STINGER |
| ------------------------------- | ------------------------------- |
| 番号                            | EZ-036SS                        |
| 所属                            | ネオゼネバス帝国                |
| 分類                            | サソリ型                        |
| 全長                            | 不明                            |
| 全高                            | 不明                            |
| 重量                            | 不明                            |
| 最高速度                        | 不明                            |
| 乗員人数                        | 不明                            |
| 武装                            | 不明                            |

デススティンガーのゾイドコアの培養過程を省いた小型量産タイプ。機体色は黒。ステルススティンガーと共に百機の大群を持って共和国軍が立て籠もる基地を襲撃するが、ゴジュラスジ・オーガと、起動したゴジュラスギガによって大半が破壊された。
初登場は電撃ホビーマガジン誌2001年3月号「ZOIDS戦記special」記事。同紙掲載時ではガイサックをベースにデススティンガーのゾイドコアの因子を移植した無人機で、ステルススティンガーとともにアニメに登場したヒルツが惑星Zi支配のために用意したという設定。背部に交換式のガトリング砲またはミサイルランチャーを持つとされる。
元々はガイサック用CP案の没デザインをベースにしており、作例もガイサックのキットを改造したもの。
後にゴジュラスギガのキット付属の公式ファンブックEXに登場し、バトルストーリー上の存在として組み込まれている。

### ステルススティンガー
| ステルススティンガー STEALTH STINGER | ステルススティンガー STEALTH STINGER |
| ------------------------------------ | ------------------------------------ |
| 番号                                 | EZ-036ST                             |
| 所属                                 | ネオゼネバス帝国                     |
| 分類                                 | サソリ型                             |
| 全長                                 | 19.2m                                |
| 全高                                 | 11.5m                                |
| 重量                                 | 250t                                 |
| 最高速度                             | 200km/h                              |
| 乗員人数                             | 1名                                  |
| 主な搭乗者                           | ジーニアス・デルダロス               |
| 武装                                 | 不明                                 |

陸上活動に特化した量産型デススティンガー。遊泳脚（機体後部のロケットブースター）を持たない。延長された尾部先端には荷電粒子砲その他の火器に替わり、第一脚と同サイズのハサミ「レーザーシザース」を設置。ステルス性の向上、装甲面のさらなる強化、そしてオプション設置を容易にするため、全体の装甲が直線構成となり、背部の2連装ショックガンは撤去されている。機体色は黒。主に格闘を行う機体だが、補助兵装として、背面後部の装甲下に6連ミサイルランチャー、多数ある歩脚の装甲下に小型ミサイルやスモークディスチャージャーなどが仕込まれている。
初出は電撃ホビーマガジン「ZOIDS戦記special」記事。トミーに存在したデススティンガー量産型のデザイン案を元ネタとしており、同記事内ではアニメに登場したヒルツが惑星Zi制圧用に開発したゾイドとして設定されていた。「ZOIDS戦記special」の記事内では敵味方の識別コードを入力することで無人化も可能となっており、そのために暴走の危険性も有していた。同記事内のストーリーでは密かに進化・増殖した後に共和国の特殊部隊EXTYが駆るコマンドウルフ サーベラスエボルブと激突したとされている。後にゴジュラスギガのキット付属の公式ファンブックEXに登場し、設定面も変更された上でバトルストーリー上の存在となっている。
作中の活躍
バトルストーリーでは『ゾイドオフィシャルファンブックEX.vol.1』にて登場。ZAC2105年秋には帝国軍最強パイロットと言われるジーニアス・デルダロス少佐率いる「黒の竜騎兵団」がヘリック共和国軍の秘密基地を急襲。ジーニアスの搭乗するステルススティンガーが、サックスティンガーとダークスパイナーを引き連れて、傭兵アーバインが搭乗するゴジュラス・ジ・オーガと交戦しこれを撃破。その直後に出撃してきたスティブ・ボーン少尉の操縦するゴジュラスギガにも手傷を負わせるが、超絶的な運動性を発揮したギガの反撃により粉砕された

### デススティンガーZS
| デススティンガーZS DEATH STINGER ZS | デススティンガーZS DEATH STINGER ZS |
| ----------------------------------- | --- |
| 分類                                | 海サソリ型 |
| 乗員人数                            | 1名 |
| 主な搭乗者                          | ザルカ |
| 武装                                | レーザーファング×2 ストライクレーザーバイトシザース×2 レーザーカッター×2 AZ35mmバルカン砲×4 Eシールドジェネレーター 収納式AZ105mmリニアキャノン×2 荷電粒子砲 AZ120mmハイパーレーザーガン×2 AZ120mmハイパービームガン×2 AZ930mm2連装ショックガン ロケットブースター×2 |

滅亡したゼネバス帝国の亡霊ともいうべき狂気の科学者ザルカがニカイドス島で完成させた改造デススティンガー。自らの意思で暴走し増殖しようとしたオリジナル機に対し、ザルカの技術で的確なリミッターを施された本機は戦闘力と操作性が両立されている。
作中の活躍
ウェブコミック『ZOIDS妄想戦記』「呪われた島」が初出となる予定だったが、妄想戦記そのものが中断しているため、このエピソードは製作されていない（シャドーアームリザードと交戦する予定だったと思われる）。後にザルカとデススティンガーZSは、アーケードゲームおよび家庭用ゲームソフト『ゾイドインフィニティ』シリーズに登場している。このエピソードは「月刊ゾイドグラフィックスvol.3マルダー」付属冊子において第二次大陸間戦争が行われていたZAC2109年春の以後と扱われている。

### マリンスティンガー
| マリンスティンガー | マリンスティンガー |
| ------------------ | ------------------ |
| 所属               | ネオゼネバス帝国   |
| 分類               | 海サソリ型         |
| 全長               | 不明               |
| 全高               | 不明               |
| 重量               | 不明               |
| 最高速度           | 不明               |
| 乗員人数           | 不明               |
| 武装               | 不明               |

海戦用に特化した機体として、ネオゼネバス帝国がデススティンガーの基本設計を元に開発した量産型デススティンガー。同じくデススティンガーの基本設計がフィードバックされているマッカーチスやドラグーンネストと同様に、オーガノイドシステムが搭載されていない。シースティンガーと呼ばれる3種類の形態を持つ小型量産タイプの海サソリ型ゾイドを随伴機としている。
ネオゼネバス帝国建国後のZAC2103～104年にかけては外洋守備隊"トライデント"のホエールキング級母艦ゾイド・マリンカイザーの1、2番艦に配備され、共和国の海路に対し奇襲攻撃に徹した戦術を敢行、補給ルートに多大な損害を与え、中央大陸に残された共和国軍を苦しめた。よりコストの低いキメラブロックスが普及してからは、軍事費による財政圧迫を回避するためその役割を取って代わられる。
電撃ホビーマガジン2003年6月号Bパートに掲載された。デザインは電撃ホビーマガジン2000年10月号に掲載されたデススティンガー初期画稿の流用。

### ヤクトスティンガー
| ヤクトスティンガー | ヤクトスティンガー                                    |
| ------------------ | ----------------------------------------------------- |
| 分類               | 海サソリ型                                            |
| 全長               | 19.8m                                                 |
| 全高               | 不明                                                  |
| 重量               | 185.0t                                                |
| 最高速度           | 320km/h                                               |
| 武装               | ショックガン 2連荷電粒子砲 ビームガン Sバイトシザーズ |

ゲームボーイアドバンス用ゲームソフト『ZOIDS SAGA II』に登場した改造デススティンガー。火力を増強した実験機である。エネルギー消費が多いために連続戦闘時間は短い。尾部の荷電粒子砲が2門になっている他、ハサミ部分にビームガンが装備されている。頭部の装甲形状もベース機とは異なっている。機体色は紫と黄。
ベース機に比べ重量が100t以上軽くなり、最高速度が大幅にアップしているが、『ZOIDS SAGA DS ～legend of arcadia～』に登場した際は重量が330.0tに変更されている。

### デススティンガーOS
| デススティンガーOS | デススティンガーOS              |
| ------------------ | ------------------------------- |
| 所属               | 皇帝軍                          |
| 分類               | 海サソリ型                      |
| 全長               | 19.4m                           |
| 全高               | 不明                            |
| 重量               | 290t                            |
| 最高速度           | 160㎞/h                         |
| 乗員人数           | 1名                             |
| 武装               | レーザーファング 大口径キャノン |
| 主な搭乗者         | オーピス（ZOIDS SAGA II）       |

デススティンガー（オーピス仕様）とも記載される。ゲームボーイアドバンス用ゲームソフト『ZOIDS SAGA』に登場した改造デススティンガー。ファントム騎士団四天王オーピスの専用機で、彼が自ら調整・コピーを行った機体とされる。外観上は尾部が大口径キャノンに変更されていることやヘッドアーマーの形状が若干異なる色違いのデススティンガーである。

### ヘルスティンガー
| ヘルスティンガー HELL STINGER | ヘルスティンガー HELL STINGER |
| ----------------------------- | ----------------------------- |
| 所属                          | ガイロス帝国軍                |
| 分類                          | 海サソリ型                    |
| 全長                          | 30.0m                         |
| 全高                          | 18.6m                         |
| 重量                          | 355.0t                        |
| 最高速度                      | 195km/h                       |
| 乗員人数                      | 1名                           |

漫画『ゾイドバトラー雷牙』および『ゾイド改造マニュアル』に登場。デススティンガーの脚部を延長し、背部と腕部にチェーンソーを搭載。尾部先端にはアタックユニットを増設している。
初出は『小学四年生』2001年6月号。
作中の活躍
『ゾイドバトラー雷牙』においては修羅兄弟が使用。デスサラマンダーとともにバーニングライガーゼロと交戦するが、ストライクレーザークローによって切り落とされた右腕部がそのまま頭頂部に突き刺さり沈黙。デスサラマンダーの撃破時に再び現れるが、ライガーゼロパンツァーの砲撃を受け爆散した。

### アーマードスティンガー
| アーマードスティンガー ARMORED STINGER | アーマードスティンガー ARMORED STINGER |
| -------------------------------------- | -------------------------------------- |
| 所属                                   | ガイロス帝国軍                         |
| 分類                                   | 海サソリ型                             |
| 全長                                   | 23.0m                                  |
| 全高                                   | 12.0m                                  |
| 重量                                   | 185.0t                                 |
| 最高速度                               | 190km/h                                |
| 乗員人数                               | 1名                                    |

漫画『ゾイドバトラー雷牙』および『ゾイド改造マニュアル』に登場した改造デススティンガー。右腕にジェノブレイカーのフリーラウンドシールド、左腕にドリルを装備。背部には無限軌道とノコギリ、尾部には大口径ビームキャノンが増設されている。
初出は『小学五年生』2000年12月号。
作中の活躍
キットを用いた改造ホビー漫画『ゾイドバトラー雷牙』ではゾイドコロシアム・トーナメント戦においてスティンガー理沙が使用。地中からの攻撃でバーニングライガーを追い込むが、増設されていたショーテル型ブレードや火炎放射器を受け撃破される。

### パワースティンガー
『小学二年生』2000年12月号に掲載された改造デススティンガー。右腕部の爪はジェノブレイカーのエクスブレイカーを取り付けたものに変更され、尾部の装備は水中でも使用可能なレーザー砲となっている。機体色は赤基調に変更された。
『ゾイド改造マニュアル』掲載ストーリーにも登場するが、その際の呼称は単にデススティンガーと記述される。海中でハンマーヘッドを撃破したあと砂漠でガイサックを一蹴し、帝国軍の反撃を助けた。

### メガスティンガー
『小学三年生』2001年1月号に掲載された改造デススティンガー。ロングレンジパルスレーザーライフルやビーム砲、サーベルを増設している。機体色はオレンジ基調に変更された。同誌掲載ストーリーではエレファンダーとともにガンスナイパーを撃破、その後のライガーゼロとの戦闘では劣勢に追い込まれている。
『ゾイド改造マニュアル』掲載ストーリーにも登場するが、その際の呼称は単にデススティンガーとなっている。エレファンダーとともにガンスナイパーを撃破した後、ライガーゼロに撃破されている。

### デススティンガーHiS
| デススティンガーHiS | デススティンガーHiS |
| ------------------- | --- |
| 番号                | Zi-036 |
| 分類                | 海サソリ型 |
| 全長                | 測定不能 |
| 全高                | 測定不能 |
| 重量                | 測定不能 |
| 最高速度            | 測定不能 |
| 乗員人数            | 1名 |
| 武装                | レーザーファング×2 ストライクレーザーバイトシザース×2 レーザーカッター×2 AZ35mmバルカン砲×4 Eシールドジェネレーター 収納式AZ105mmリニアキャノン×2 荷電粒子砲 AZ120mmハイパーレーザーガン×2 AZ120mmハイパービームガン×2 AZ930mm2連装ショックガン ロケットブースター×2 |
| 主な搭乗者          | ヒルツ（ゾイド -ZOIDS-） |

アニメ『ゾイド -ZOIDS-』に登場。「終焉の使者」の異名を持つ、ヒルツの乗機。
古代ゾイド人がデスザウラーを封じるために用いた2体の古代のサソリ型ゾイド（海サソリ型と陸サソリ型）の二つのゾイドコアをヒルツが古代遺跡より発掘、彼に付き従うオーガノイド・アンビエントの力で一つに融合して生み出した。融合前の2体のサソリ型ゾイドは、ゾイド因子を改造し凶悪化させて生み出したゾイドだった。バトルストーリーの設定の十数倍のサイズを持ち、ゾイドコアの温度は太陽の表面と同じ約6,000℃と高い数値を示している。大都市を丸々破壊するほどの威力を持った荷電粒子砲を尾部に装備し、輸送機ごと成層圏（110,000m）から落下した際の衝撃にも耐える強靱な装甲を備える。Eシールドを展開することでマグマの中でも活動することが可能である。
コクピットも通常のゾイドとは違い、操縦用のディスプレイや操縦桿などは無く、球形状の空間にシートが浮かぶ構造で、その周囲をチェーンのような物体が浮遊している。操縦用コンソールも青い半透明の半球状の物体に指を添えるだけの簡素な物となる。
「デススティンガー・HiS」の呼称はゾイドバトルカードゲームで登場した際のもの。アニメーション作中ではデススティンガーと呼称される。コトブキヤより2015年12月に発売されたプラモデルキットにおいては「デススティンガー ヒルツ仕様」の呼称が用いられた。
作中の活躍
アニメ
『ゾイド -ZOIDS-』の第57話で初登場。ヒルツ自らが操縦し、ヘリック共和国の首都のニューヘリックシティの他、多くの都市を単機で壊滅させた。帝国・共和国両軍に壊滅的な打撃を与える。レイヴンのジェノブレイカーを中破させ、仲間であったはずのリーゼをサイコジェノザウラーごと荷電粒子砲で巻き込み破壊する。その後、バン、アーバイン、トーマの連携による「デルタ・フォーメーション・ブロッケイド」によりその動きを封じられ、ウルトラザウルスの重力砲（グラビティカノン）の砲撃を受け一旦はゾイドコアの活動が停止。ボディが石化現象を起こす最中、飛来したアンビエントと合体し蘇生、地中へと逃れた。
デススティンガーの行方を捜索するブレードライガーとライトニングサイクスを強襲するも、フィーネが搭乗しているグスタフを攻撃され激昂したバンの一撃により遂に沈黙、再度姿を消す。
その後、ゾイドイヴの元へ向かうバンを足止めするべく再び立ち塞がる。傷の再生が不完全とはいえ、ゾイドイヴの光の影響でパワーアップしたブレードライガーに終始圧倒されるが、ゾイドイヴの覚醒に呼応しゾイドコア内にヒルツとアンビエントを取り込み、再三 地中へ潜航し古代都市イヴポリスへと向かう。イヴポリスに到着すると機体からゾイドコアが離脱し、デスザウラーのゾイドコア（ダークカイザー）と融合、イヴポリスの都市内に封印されていたデスザウラー（オリジナル）を復活させた。
『ゾイド新世紀スラッシュゼロ』では荷電粒子砲を含む尾部のみが第24～25話で登場。バックドラフト団の本部に設置され、チームベガのバーサークフューラーが試合に勝利する度に荷電粒子砲を成層圏外のジャッジサテライトへ発射し次々と破壊していき、更にはゾイドバトル連盟本部のウルトラザウルスを荷電粒子砲で攻撃した。
漫画
小学館刊「小学二年生」に掲載された漫画「ゾイドバトルストーリー」ではアニメ版と同様にヒルツが搭乗し、2度に渡ってバンたちと交戦。最終決戦ではレイヴンのジェノブレイカーを取り込み、デススティンガーからジェノブレイカーの上半身が生えたような異形の姿となった。